# Diseño de armas nucleares

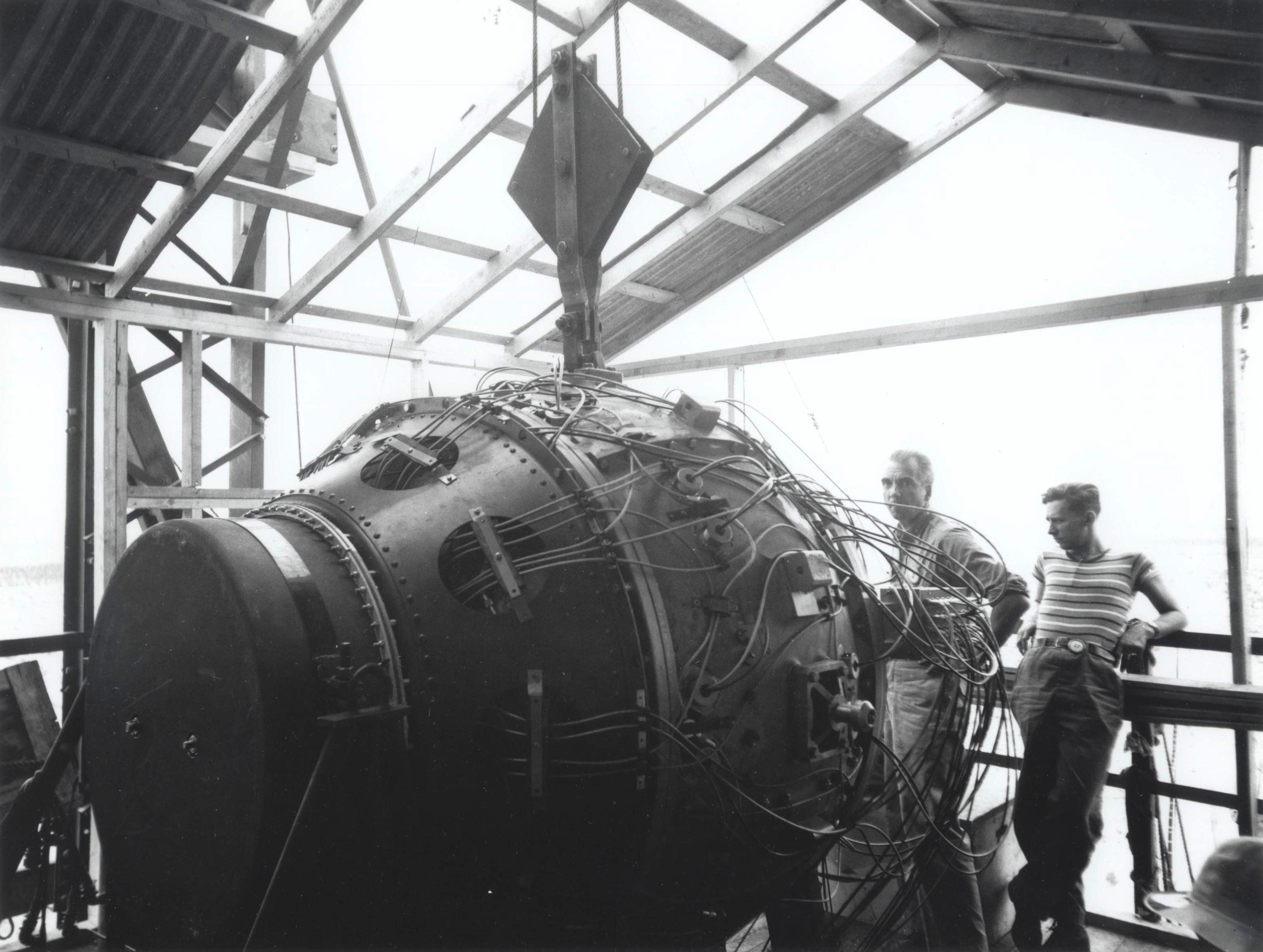
Las primeras armas nucleares, aunque grandes, pesadas e ineficientes, proporcionaron las bases de diseño básico para todas las futuras armas. Aquí el dispositivo Gadget es preparado para la primera prueba nuclear: Trinity.

Los diseños de armas nucleares son los arreglos físicos, químicos e ingenieriles que causan que el paquete físico de un arma nuclear detone. Existen tres tipos básicos de diseño. En los tres, la energía explosiva de los dispositivos desplegados se ha derivado principalmente de la fisión nuclear y no de la fusión.
- Las armas de fisión nuclear fueron las primeras armas nucleares construidas y hasta el momento han sido las únicas usadas en combate. El material activo es el uranio fisible (U-235) o el plutonio (Pu-239), ensamblados explosivamente en una masa crítica reaccionando en cadena por uno de dos métodos:
  - Armas de fisión con detonación por disparo: una pieza de uranio fisible se dispara hacia un blanco de uranio fisible en el otro extremo del arma, de forma similar a disparar una bala por un cañón, logrando una masa crítica cuando se combinan.
  - Armas de fisión con detonación por implosión: una masa fisible de cualquier material (U-235, Pu-239 o una combinación) es rodeada por explosivos de gran potencia que al explotar comprimen la masa, resultando en una masa crítica. El método de implosión puede usar uranio o plutonio como combustible. El método de cañón solo usa uranio. El plutonio se considera como poco práctico para el método de cañón a causa del disparo prematuro debido a la contaminación con Pu-240 ya que su constante de tiempo para la fisión casi crítica es mucho más pequeña que la del U-235.

- Las armas de fisión intensificada son una mejora sobre el diseño de implosión. La alta presión y temperatura ambiental en el centro de un arma de fisión explotando comprime y calienta una mezcla de tritio y gas de deuterio (isótopos pesados de hidrógeno). El hidrógeno se fusiona para formar helio y neutrones libres. La energía liberada de esta reacción de fusión es relativamente despreciable, pero cada neutrón comienza una nueva cadena de reacción de fisión, acelerando la fisión y reduciendo en forma importante la cantidad de material fisible que de otra forma sería desperdiciada cuando la expansión del material fisible detiene la reacción en cadena. La mejora puede más que doblar la liberación de energía de fisión del arma.

- Las armas termonucleares o bombas de hidrógeno son esencialmente una cadena de armas de fisión intensificadas por fusión (no confundir con las armas de fisión mejoradas por fusión mencionadas en el punto anterior), normalmente con dos etapas en la cadena. La segunda etapa, llamada la "secundaria", es implosionada por la energía de los rayos-x de la primera etapa, llamada la "primaria". Consecuentemente, la secundaria puede ser mucho más poderosa que la primaria, sin ser más grande. La secundaria puede ser diseñada para maximizar la liberación de energía de la fusión, pero en la mayor parte de los diseños de fusión es solo empleada para sostener o mejorar la fisión, como lo es en la primaria. Se podrían agregar más etapas, pero el resultado sería un arma de gran potencia pero demasiado poderosa para servir a algún propósito plausible.[2] Estados Unidos desplegó brevemente una bomba de tres etapas de 25 megatones, la B41, a comienzos de 1961. También en 1961, la Unión Soviética probó, pero no desplegó, un dispositivo de tres etapas de 50 a 100 megatones, la Bomba del Zar.

Las armas de fisión pura históricamente han sido el primer tipo en ser construida por un país. Los países industrializados más grandes con arsenales nucleares bien desarrollados tienen armas termonucleares de dos etapas, que son más compactas, escalables y una opción más costo efectiva una vez que la infraestructura industrial necesaria es construida.
Las innovaciones más conocidas en el diseño de armas nucleares se originaron en Estados Unidos, aunque más tarde fueron desarrolladas independientemente por otros estados; las siguientes descripciones presentan los diseños estadounidenses.
En las primeras explicaciones, las armas de fisión pura eran llamadas bombas atómicas o bombas-A, un error dado que la energía proviene solo del núcleo del átomo. Las armas que usan la fusión fueron llamadas bombas de hidrógeno o bombas-H, también un error dado que la energía destructiva proviene principalmente de la fisión. Los expertos favorecen los términos nuclear y termonuclear respectivamente.
El término termonuclear se refiere a las altas temperatura requeridas para iniciar la fusión. Ignora el igualmente importante factor de la presión, que era considerado secreto en la época en que el término se hizo popular. Muchos términos sobre armas nucleares son inexactos debido a su origen clasificado.

## Reacciones nucleares
La fisión nuclear divide los átomos más pesados para formar átomos más ligeros. La fusión nuclear enlaza átomos más ligeros para formar átomos más pesados. Ambas reacciones generan aproximadamente un millón de veces más energía que reacciones químicas comparables, haciendo las bombas nucleares un millón de veces más poderosas que las bombas no nucleares, tal como lo dijo una patente francesa en mayo de 1939.
En algunas formas, la fisión y la fusión son reacciones opuestas y complementarias, pero los detalles son únicos para cada una de ellas. Para comprender cómo son diseñadas las armas nucleares, es útil conocer las similitudes y diferencias importantes entre ellas. La siguiente explicación usa redondeos y aproximaciones.

### Fisión

Representación esquemática de los dos métodos para ensamblar una bomba de fisión nuclear.

Cuando un neutrón libre golpea el núcleo de un átomo fisionable tal como el uranio-235 (235U), el uranio se divide en dos átomos más pequeños, llamados fragmentos de fisión, y neutrones adicionales. La fisión se puede autosostener, ya que produce más neutrones de la velocidad requerida para causar nuevas fisiones.
El átomo de uranio se puede dividir en cualquiera de una docena de alternativas diferentes, mientras el peso atómico sume 236 (uranio más el neutrón extra). La siguiente ecuación muestra una posible división, en estroncio-95 ( 95Sr), xenón-139 (139Xe) y dos neutrones (n), más energía:
{\displaystyle \ {}^{235}\mathrm {U} +n={}^{95}\mathrm {Sr} +{}^{139}\mathrm {Xe} +2n+180\ \mathrm {MeV} }
La inmediata liberación de energía por átomo es de 180 millones de electronvoltios (MeV), por ejemplo 74 TJ/kg, de los cuales el 90% es energía cinética (o movimiento) de los fragmentos de fisión, alejándose unos de otros mutuamente repelidos por la carga positiva de sus protones (38 para el estroncio, 54 para el xenón). Así, su energía cinética inicial es de 67 TJ/kg, lo que significa que su velocidad inicial es de 12.000 kilómetros por segundo, pero su carga eléctrica causa muchas colisiones inelásticas con los núcleos cercanos. Los fragmentos permanecen atrapados en el interior del pozo de uranio de la bomba hasta que su movimiento es convertido en calor de rayos-x, un proceso que toma aproximadamente una millonésima de segundo (un microsegundo).
Esta energía de rayos-x produce una explosión y fuego que son normalmente el propósito de una explosión nuclear.
Después que los productos de la fisión disminuyen su velocidad, permanecen radiactivos. Siendo nuevos elementos con demasiados neutrones, estos elementos se vuelven estables por medio del decaimiento beta, convirtiendo los neutrones en protones lanzando electrones y rayos gamma. Cada núcleo de los productos de la fisión decae entre una y seis veces, con un promedio de tres veces, produciendo una variedad de isótopos de diferentes elementos, algunos estables, algunos altamente radiactivos, y otros radiactivos con vidas medias de hasta 200.000 años. En los reactores, los productos radiactivos son los desechos nucleares en el combustible gastado. En las bombas, se convierten en la lluvia radiactiva, tanto a nivel local como global.
Mientras tanto, en el interior de la bomba que está explotando, los neutrones libres liberados por la fisión golpean los núcleos de U-235 cercanos causando que se fisionen en una reacción en cadena creciente exponencial (1, 2, 4, 8, 16, etc.). Comenzando desde uno, la cantidad de fisiones teóricamente se puede doblar cien veces en un microsegundo, lo que podría consumir todo el uranio hasta centenares de toneladas al alcanzar el eslabón número cien en la cadena. En la práctica, las bombas no contienen tanto uranio y, de cualquier forma, solo unos pocos kilos se fisionan antes de que el núcleo vuele en pedazos.
Lograr mantener unida una bomba que explota es el mayor desafío del diseño de armas de fisión. El calor de la fisión expande rápidamente el pozo del uranio, separando el núcleo blanco y haciendo espacio para que los neutrones escapen sin ser capturados, y al suceder eso, la reacción en cadena se detiene.
Los materiales que pueden sostener una reacción en cadena son llamados fisibles. Los dos materiales fisibles usados en las armas nucleares son: el U-235, también conocido como uranio altamente enriquecido (en inglés: Highly Enriched Uranium, HEU), el oralloy (Oy) que significa Oak Ridge Alloy (en español: Aleación Oak Ridge), o 25 (los últimos dígitos del número atómico, que es 92 para el uranio, y el peso atómico, para este caso 235, respectivamente); y el Pu-239, también conocido como plutonio o 49 (de 94 y 239, respectivamente).
El isótopo más común del uranio, el U-238, es fisionable pero no fisible (esto significa que no puede sostener una reacción en cadena por sí mismo pero sí se puede fisionar, específicamente por neutrones de una reacción de fusión). Sus alias incluyen uranio natural y enriquecido, uranio empobrecido (en inglés: Depleted Uranium, DU), tubealloy (Tu), y 28. No puede sostener una reacción en cadena, ya que sus propios neutrones de fisión no son lo suficientemente poderosos para causar que más U-238 se fisione. Sin embargo, los neutrones liberados por fusión fisionarán el U-238. Esta reacción de fisión del U-238 produce la mayor parte de la energía destructiva de una típica arma termonuclear de dos etapas.

### Fusión
La fusión produce neutrones que disipan energía de la reacción. En las armas, la reacción de fusión más importante es llamada reacción D-T. Usando el calor y la presión de la fisión, hidrógeno-2, o deuterio ( 2D), se fusiona con hidrógeno-3, o tritio ( 3T), para formar helio-4 ( 4He) más un neutrón (n) y energía:
{\displaystyle \ ^{2}\mathrm {D} +^{3}\!\mathrm {T} =^{4}\!\!\mathrm {He} +n+17,6\ \mathrm {MeV} }
Nótese que la energía total producida, 17,6 MeV, es una décima de la que se produce con la fisión, pero la masa de los ingredientes es casi la cincuentava parte de la de los de fisión, así que la energía producida por unidad de masa es unas 5 veces mayor. Sin embargo, en esta reacción de fusión el 80% de la energía, o 14 MeV, está en el movimiento del neutrón que, no teniendo carga eléctrica y siendo casi tan masivo como el núcleo de hidrógeno que lo creó, puede escapar de la escena sin dejar su energía atrás para ayudar a sostener la reacción – o generar rayos-x para explosión o fuego.
La única forma práctica de capturar la mayor parte de la energía de fusión es atrapar los neutrones dentro de una masiva botella de material pesado, tal como el plomo, el uranio o el plutonio. Si el neutrón de 14 MeV es capturado por uranio (ya sea 235 o 238) o plutonio, el resultado es la fisión y la liberación de 180 MeV de energía de fisión, multiplicando la obtención de energía diez veces.
Así, la fisión es necesaria para comenzar la fusión, ayuda a sostener la fusión y captura y multiplica la energía liberada en los neutrones de la fusión. En el caso de una bomba de neutrones (ver más adelante) lo mencionado anteriormente no se aplica, ya que el escape de los neutrones es el objetivo.

### Producción de tritio
Una importante tercera reacción nuclear es la que crea el tritio, esencial en el tipo de fusión usada en las armas y, casualmente, el ingrediente más caro en cualquier arma nuclear. El tritio, o hidrógeno-3, es fabricado bombardeando litio-6 (6Li) con un neutrón (n) para producir helio-4 (4He) más tritio (3T) y energía:
{\displaystyle \ ^{6}\mathrm {Li} +n=^{4}\!\!\mathrm {He} +^{3}\!\mathrm {T} +5\ \mathrm {MeV} }
Se necesita un reactor nuclear para proporcionar los neutrones. La conversión a escala industrial de litio-6 a tritio es muy similar a la conversión de uranio-238 en plutonio-239. En ambos casos el material alimentado es colocado en el interior del reactor nuclear y después de un periodo de tiempo es extraído para ser procesado. En la década de 1950, cuando la capacidad de los reactores era limitada, la producción de tritio y plutonio entraban en directa competencia. Cada átomo de tritio en un arma reemplazaba a un átomo de plutonio que podría haber sido producido en su lugar.
La fisión de un átomo de plutonio libera diez veces más energía total que la fusión de un átomo de tritio, y genera cincuenta veces más explosión y fuego. Por esta razón, el tritio es incluido en los componentes de armas nucleares solo cuando causa más fisión de lo que su producción sacrifica, como en el caso de la fisión mejorada por fusión.
Sin embargo, una bomba nuclear explotando es un reactor nuclear. Y la reacción descrita anteriormente puede tener lugar simultáneamente a través de la secundaria en un arma termonuclear de dos etapas, produciendo tritio en el mismo momento y lugar en el que el dispositivo está explotando.
De los tres tipos básicos de arma nuclear, la primera, fisión pura, usa la primera de las tres reacciones nucleares descritas. La segunda, la fisión mejorada por fusión, usa las dos primeras. La tercera, la termonuclear de dos etapas, usa las tres.

## Armas de fisión pura
La primera tarea del diseño de un arma nuclear es armar rápidamente una masa supercrítica de uranio o plutonio fisible. Una masa supercrítica es una en que el porcentaje de neutrones, producidos por la fisión, capturados por otro núcleo fisible, es lo suficientemente grande para que cada evento de fisión, en promedio, cause más de un evento de fisión adicional.
Una vez que la masa crítica es armada, a densidad máxima, una ráfaga de neutrones es proporcionada para iniciar tantas reacciones en cadena como sea posible. Las primeras armas usaban un "iniciador de neutrones modulado" en el interior del pozo que contenía polonio-210 y berilio separados por una delgada barrera. La implosión del pozo aplastaba el iniciador, mezclando los dos metales, y permitiendo así que las partícula alfa del polonio interactuaran con el berilio para producir neutrones libres. En las armas más modernas, el generador de neutrones es un tubo de vacío de alto voltaje que contiene un acelerador de partículas que bombardea un blanco hidruro de metal deuterio/tritio con iones de deuterio y tritio. La fusión a pequeña escala resultante produce neutrones en un lugar protegido fuera del paquete físico, desde donde penetran al pozo. Este método permite un mejor control de los tiempos de iniciación de la reacción en cadena.
La masa crítica de una esfera no comprimida de metal desnudo es de 50 kg (110 libras) para el uranio-235 y de 16 kg (35 lb) para la fase delta del plutonio-239. En aplicaciones prácticas, la cantidad de material requerido para la criticidad es modificada por la forma, pureza, densidad y proximidad al material reflectante de neutrones, todos los cuales afectan el escape o la captura de neutrones.
Para evitar una reacción en cadena durante el manejo, el material fisible en el arma debe ser subcrítico antes de la detonación. Puede consistir en uno o más componentes que contengan menos de una masa crítica no comprimida cada uno. Una delgada armazón hueca puede tener más masa crítica que una esfera desnuda, como por ejemplo un cilindro, que puede ser arbitrariamente larga y nunca alcanzar la criticidad.
Una traba es una capa opcional de material denso que rodea al material fisible. Debido a su inercia retrasa la expansión del material que reacciona, incrementando la eficiencia del arma. A menudo la misma capa sirve como traba y como reflector de neutrones.

### Arma de armazón tipo cañón

Diagrama de un arma de fisión de tipo cañón. 1) Explosivo convencional, 2) Tubo del cañón, 3) "Bala" hueca de uranio, 4) Cilindro blanco

La Little Boy, la bomba lanzada sobre Hiroshima, usó 64 kg (141 libras) de uranio con un enriquecimiento promedio de alrededor de 80% o 51 kg (112 libras) de U-235, apenas sobre la masa crítica de metal desnudo (véase el artículo Little Boy para un diagrama detallado). Cuando estuvo ensamblada en el interior de su reflector/traba de carburo de tungsteno, los 64 kg (141 libras) eran más del doble de una masa crítica. Antes de la detonación, el uranio-235 estaba formado por dos pedazos subcríticos, uno de los cuales fue disparado posteriormente por un cañón para unirse al otro, comenzando la explosión atómica. Aproximadamente el 1% del uranio se fisionó; el resto, que representaba la mayor parte de la producción en tiempo de guerra de las gigantes fábricas de Oak Ridge, se dispersaron inútilmente. La vida media del uranio-235 es de 704 millones de años.
La ineficiencia fue causada por la velocidad con la que el uranio no comprimido fisionándose se expandió convirtiéndose en subcrítico por virtud de la disminución de la densidad. A pesar de su ineficiencia, este diseño, a causa de su forma, fue adoptado para su uso en proyectiles de artillería cilíndricos de pequeño diámetro (una cabeza de guerra para artillería disparada desde un tubo de un cañón mucho más grande). Tales cabezas de guerra fueron desplegadas por Estados Unidos hasta 1992, dando cuenta de una fracción significativa del U-235 del arsenal, y fueron una de las primeras armas en ser desmanteladas para cumplir con los tratados que limitaban la cantidad de cabezas de guerra. La razón detrás de esta decisión fue indudablemente una combinación de baja potencia y graves temas de seguridad asociados con el diseño del tipo cañón.

### Armas del tipo implosión

Diagrama de un arma nuclear de implosión. 1) Explosivo rápido, 2) Explosivo lento, 3) Traba/Empujador, 4) Iniciador de neutrones, 5) Núcleo de plutonio, 6) Onda de choque esférica comprime al núcleo

La Fat Man, la bomba lanzada sobre Nagasaki, usó 6,2 kg (13,6 libras), aproximadamente 350 ml en volumen, de Pu-239, que es solo un 39% de la masa crítica de esfera desnuda (véase el artículo sobre la Fat Man para un diagrama detallado). Rodeada por un reflector/traba de U-238, el pozo fue llevado cerca de una masa crítica por las propiedades de reflexión de neutrones del U-238. Durante la detonación, la criticidad fue lograda por una implosión. El pozo de plutonio fue apretado para incrementar su densidad por la detonación simultánea de explosivos convencionales colocados uniformemente alrededor del pozo. Los explosivos fueron detonados por múltiples detonadores de cable explosivo. Se estimó que solo aproximadamente un 20% del plutonio se fisionó, el resto, aproximadamente 11 lb (5 kg), se dispersó.
Una onda de choque de una implosión sería de tan corta duración que solo una fracción del pozo es comprimido en cualquier instante a medida que la onda pasa a través de este.

Imágenes instantáneas de rayos-X de las ondas de choque convergentes formadas durante una prueba de un sistema de lentes explosivos.

Puede ser necesaria una carcasa empujadora fabricada de un metal de baja densidad -como el aluminio, berilio o una aleación de dos metales (siendo el aluminio el más fácil y seguro de dar forma, y es dos órdenes de magnitud más barato; pero el berilio tiene una capacidad de reflexión de neutrones más alta)-. El empujador está localizado entre las lentes explosivas y la traba. Trabaja reflejando algo de la onda de choque hacia atrás, teniendo el efecto de alargar su duración. La Fat Man usó un empujador de aluminio.
La clave de la mayor eficiencia de la Fat Man fue el momentum hacia el interior de la masiva traba de U-238 (que no se fisionó). Una vez que la reacción en cadena comenzó en el plutonio, el momentum de la implosión tenía que ser revertido antes de que la expansión detuviera la fisión. Manteniendo todo junto por al menos unos pocos centenares de nanosegundos más, se pudo incrementar la eficiencia.

### Pozo de plutonio
El núcleo de un arma de implosión -el material fisible y cualquier reflector o traba adosado a ella- se conoce como el pozo. Algunas armas probadas durante la década de 1950 usaron pozos fabricados solo con U-235, o en materiales compuestos con plutonio, pero los pozos fabricados solo con plutonio son los más pequeños en diámetro y han sido los estándares desde principios de la década de 1960.
El fundido y luego el mecanizado del plutonio es difícil no solo por causa de su toxicidad, sino también porque el plutonio tiene muchas diferentes fases metálicas, también conocidas como alótropos. A medida que el plutonio se enfría, los cambios en la fase resultan en distorsión y agrietamiento. Esta distorsión normalmente se supera mediante su aleación con 3–3,5 molar% (0,9–1,0% por peso) de galio, formando una aleación de plutonio-galio, que causa que se conserve su fase delta sobre un mayor rango de temperaturas. Cuando se enfría desde el fundido solo pasa por un cambio de fase, de epsilon a delta, en vez de los cuatro que normalmente ocurrirían. Otros metales trivalentes también funcionarían , pero el galio tiene una pequeña área de sección de absorción de neutrones y ayuda a proteger el plutonio contra la corrosión. Una desventaja de los compuestos de galio es que ellos por sí mismos son corrosivos y si el plutonio se recupera de armas desmanteladas para convertirlo en dióxido de plutonio para ser usado en reactores de energía nuclear, es necesario retirar el galio, lo que es difícil de hacer.
Ya que el plutonio es químicamente reactivo es común forrar completamente el pozo con una delgada capa de metal inerte, que también ayuda a reducir los riesgos de toxicidad. The Gadget usó un forro de plata galvánica, después se utilizó níquel depositado a partir de vapor de níquel tetracarbonilo, pero ahora se prefiere el oro.

### Implosión de pozo levitado
La primera mejora del diseño de la Fat Man fue poner un espacio de aire entre la traba y el pozo para crear un impacto de martillo sobre clavo. El pozo, apoyado en un cono hueco en el interior de la cavidad de la traba, se decía que levitaba. En las tres pruebas de la Operation Sandstone, en 1948, se usaron diseños Fat Man con pozos levitados. La potencia más grande fue de 49 kilotones, más del doble de potencia que una Fat Man sin dicha modificación.
Se vio claramente que la implosión era el mejor diseño para un arma de fisión. Su única desventaja parecía ser su diámetro. La Fat Man tenía 1,5 m de ancho, frente los 60 cm de la Little Boy.
Once años más tarde los diseños de implosión habían avanzado lo suficiente y se había pasado de los 1,52 m de diámetro de la esfera de Fat Man a 0,3 m de diámetro de un cilindro de 0,61 m de largo, del dispositivo Swan.
El pozo de Pu-239 de la Fat Man era de solo 9 cm de diámetro, el tamaño de una pelota de softball. El grueso de la circunferencia de la Fat Man era el mecanismo de implosión; más en detalle eran las capas concéntricas de U-238, aluminio y alto explosivo. La clave en la reducción de la circunferencia fue el diseño de implosión de dos puntos.

### Implosión lineal de dos puntos

Implosión lineal: 1) Pozo de Pu-239 fisible, 2) Alto explosivo, 3) Formador de onda inerte, 4) Detonador, 5) Frentes de detonación emergiendo desde los formadores de onda

Un diseño de implosión muy ineficiente es uno que simplemente cambia la forma de un ovoide a una esfera, con compresión mínima. En la implosión lineal, una masa de Pu-239 sin apisonar, sólida, elongada, más grande que la masa crítica de una esfera, es puesta en el interior de un cilindro de alto explosivo con un detonador en cada extremo.
La detonación convierte el pozo en crítico al llevar los extremos hacia el interior, creando una forma esférica. La onda de choque también puede cambiar el plutonio de la fase delta a la fase alfa, incrementando su densidad en un 23%, pero sin el momentum hacia el interior de una verdadera implosión. La carencia de compresión la convierte en ineficiente, pero la simplicidad y pequeño diámetro la hacen utilizable en proyectiles de artillería y municiones atómicas de demolición (en inglés: Atomic Demolition Munitions, ADM) también conocidas como bombas atómicas de mochila o de maletín.
Todas las armas de campo de batalla de baja potencia, sean del tipo cañón de U-235 o de implosión lineal de Pu-239, pagan un alto precio en material fisible con el propósito de lograr diámetros de alrededor de 254 mm.

### Implosión de pozo hueco de dos puntos
Un sistema de implosión de dos puntos más eficiente usa dos lentes de alto explosivo y un pozo hueco.
Un pozo de plutonio hueco fue el plan original para la bomba Fat Man en 1945, pero no hubo suficiente tiempo para desarrollar y probar el sistema de implosión para eso. Un diseño de pozo sólido más simple fue considerado más confiable, dada la restricción de tiempo, pero requirió de una pesada traba de U-238, un grueso empujador de aluminio y tres toneladas de alto explosivo.
Después de la guerra, el interés en el pozo hueco se reavivó. Su ventaja obvia es que una carcasa hueca de plutonio, deformada por la onda de choque y conducida hacia el interior de sus centro vacío, tendría momentum producto de su violenta transformación en una esfera sólida. Se aplastaría por sí misma, requiriendo una traba de U-238 más pequeña, ningún empujador de aluminio y menos alto explosivo.
La bomba Fat Man tenía dos carcasas concéntricas, esféricas de alto explosivo, cada una de 25 cm de grosor. La carcasa interior consistía en un patrón como la cubierta de una pelota de fútbol de 32 lentes de alto explosivo, cada una de las cuales convertía la onda convexa de su detonador en una onda cóncava alineada al contorno de la superficie exterior de la carcasa interna. Si estas 32 lentes pudieran ser reemplazadas con solo dos, la esfera de alto explosivo podría convertirse en un elipsoide (esferoide alargado) con un diámetro mucho más pequeño.
Una buena ilustración de estas dos características es un diagrama de 1956 del programa de la bomba nuclear de Suecia (él cual fue cancelado antes de producir una explosión de prueba). El diagrama muestra los elementos esenciales del diseño de pozo hueco de dos puntos.
Existen diagramas similares en la literatura abierta que provienen del programa de la bomba nuclear alemana de posguerra, que también fue cancelado, y del programa francés, que produjo un arsenal nuclear.
El mecanismo de las lentes de alto explosivo (diagrama item #6) no es mostrado en el diagrama sueco, pero una lente estándar fabricada de altos explosivos lentos y rápidos, como en la Fat Man, sería mucho más larga que lo que muestra la forma. Para que una lente única de alto explosivo genere una onda cóncava que abarque un hemisferio completo, o debe ser muy larga, o la parte de la onda en línea directa entre el detonador y el pozo debe ser demorada drásticamente.
Un alto explosivo lento es demasiado rápido, pero la lámina volante de una "lente de aire" no lo es. Una lámina metálica, deformada por la onda de choque, y empujada a través de un espacio vacío puede ser diseñada para moverse lo suficientemente lento. Un sistema de implosión de dos puntos usando tecnología de lentes de aire puede tener un largo de no más del doble de su diámetro, como se ve en el diagrama sueco.

## Armas de fisión intensificada por fusión
El siguiente paso en la miniaturización fue acelerar el fisionamiento del pozo para reducir el tiempo de confinamiento inercial mínimo. El pozo hueco proporcionó un lugar ideal para introducir fusión que mejorara la fisión. Una mezcla 50-50 de gramos de tritio y deuterio, bombeado en el pozo durante el armado, se fusionará en helio y liberará neutrones libres después de que comience la fisión. Los neutrones comenzarán una gran cantidad de nuevas reacciones en cadena mientras el pozo es aún crítico o casi crítico.
El concepto de fisión mejorada por fusión fue probado por primera vez el 25 de mayo de 1951, en la prueba Item de la Operación Greenhouse, Eniwetok, con una potencia de 45,5 kilotones.
Este diseño reduce el diámetro de tres formas, que se complementan entre sí, todo lo que resulta en una fisión más rápida:
- Dado que el pozo comprimido no necesita ser mantenido unido tanto tiempo, la masiva traba de U-238 puede ser reemplazada por una carcasa de berilio más liviana (para reflejar los neutrones que se escapan del pozo).
- La masa del pozo puede ser reducida a la mitad, sin disminuir la potencia.
- Dado que la masa del metal siendo implosionado (traba más el pozo) es reducida, se necesita una cantidad de alto explosivo más pequeña, reduciendo aún más el diámetro.

Dado que el estímulo es requerido para lograr la potencia total de diseño, cualquier reducción en este también disminuye la potencia. Así, las armas mejoradas son armas de potencia variable. La potencia puede ser reducida en cualquier momento antes de la detonación, simplemente poniendo menos tritio en el pozo durante el procedimiento de armado.
El primer dispositivo cuyas dimensiones sugieren el empleo de todas estas características (dos puntos, pozo hueco, implosión mejorada por fusión) fue el dispositivo 'Swan', probado el 22 de junio de 1956, como el ensayo 'Inca' de la Operación Redwing, en Eniwetok. Su potencia fue de 15 kilotones, aproximadamente la misma que la Little Boy, la bomba lanzada sobre Hiroshima. Pesaba 47,6 kg (105 libras) y tenía forma cilíndrica, con 29,5 cm (11,6 pulgadas) de diámetro y 58 cm (22,9 pulgadas) de largo. El esquema anterior ilustra lo que probablemente serían sus características esenciales.
Once días más tarde, el 3 de julio de 1956, el 'Swan' fue probado nuevamente en Eniwetok, como el ensayo Mohawk de Redwing. Esta vez sirvió como primaria, o primera etapa, de un dispositivo termonuclear de dos etapas, un rol que protagonizó en una docena de ensayos similares durante la década de los años 1950. El 'Swan' fue el primer dispositivo multiuso, listo para usar utilizado como primaria para otras armas, y sirvió como prototipo para todas los desarrollos de primaria que lo siguieron.
Después del éxito del Swan, 11 pulgadas (279 mm) o 12 pulgadas (305 mm) pareció convertirse en el diámetro estándar de los dispositivos de una sola etapa mejorados probados durante la década de los años 1950. El largo usualmente era el doble del diámetro, pero en un dispositivo, que se convirtió en la cabeza de guerra nuclea W54, estaba más cercano a una esfera, con solo 15 pulgadas (381 mm) de largo. Fue probado una docena de veces en el período de 1957 a 1962 antes de ser desplegado. Ningún otro diseño tuvo una cadena tan larga de fracasos. Dado que los dispositivos más largos tendían a trabajar correctamente a la primera prueba, debió haber existido algunas dificultades en aplastar lo suficiente los dos lentes de altos explosivos para lograr la proporción alto-ancho deseada.
Una de las aplicaciones de la W54 fue en el proyectil XM-388 del cañón sin retroceso Davy Crockett, mostrado aquí en comparación a la bomba Fat Man, con las dimensiones en pulgadas.
Otro beneficio de este diseño, además de hacer las armas más pequeñas, ligeras y con menos material fisible para una misma potencia, es que hace a las armas inmunes a la interferencia por radiación (en inglés: Radiation Interference, RI). Se descubrió a mediados de la década de los años 1950 que los pozos de plutonio eran particularmente susceptibles a la predetonación parcial si eran expuestos a la intensa radiación generada por una explosión nuclear cercana (la electrónica también podía ser dañada, pero esto es otro tema). La RI era un problema antes de la aparición de sistemas de radar de alerta temprana efectivos dado que un primer ataque podría inutilizar a las armas nucleares de desquite. El mejorado reduce la cantidad de plutonio necesario en el arma a una cantidad inferior a la necesaria para ser vulnerable a este efecto.

## Armas termonucleares de dos etapas
Las armas de fisión pura o de fisión mejorada por fusión pueden ser construidas para alcanzar una potencia de centenares de kilotones, con un gran gasto de material fisible y tritio, pero para incrementar la potencia más allá de la decena de kilotones es mucho más eficiente instalar una segunda etapa independiente, llamada secundaria.

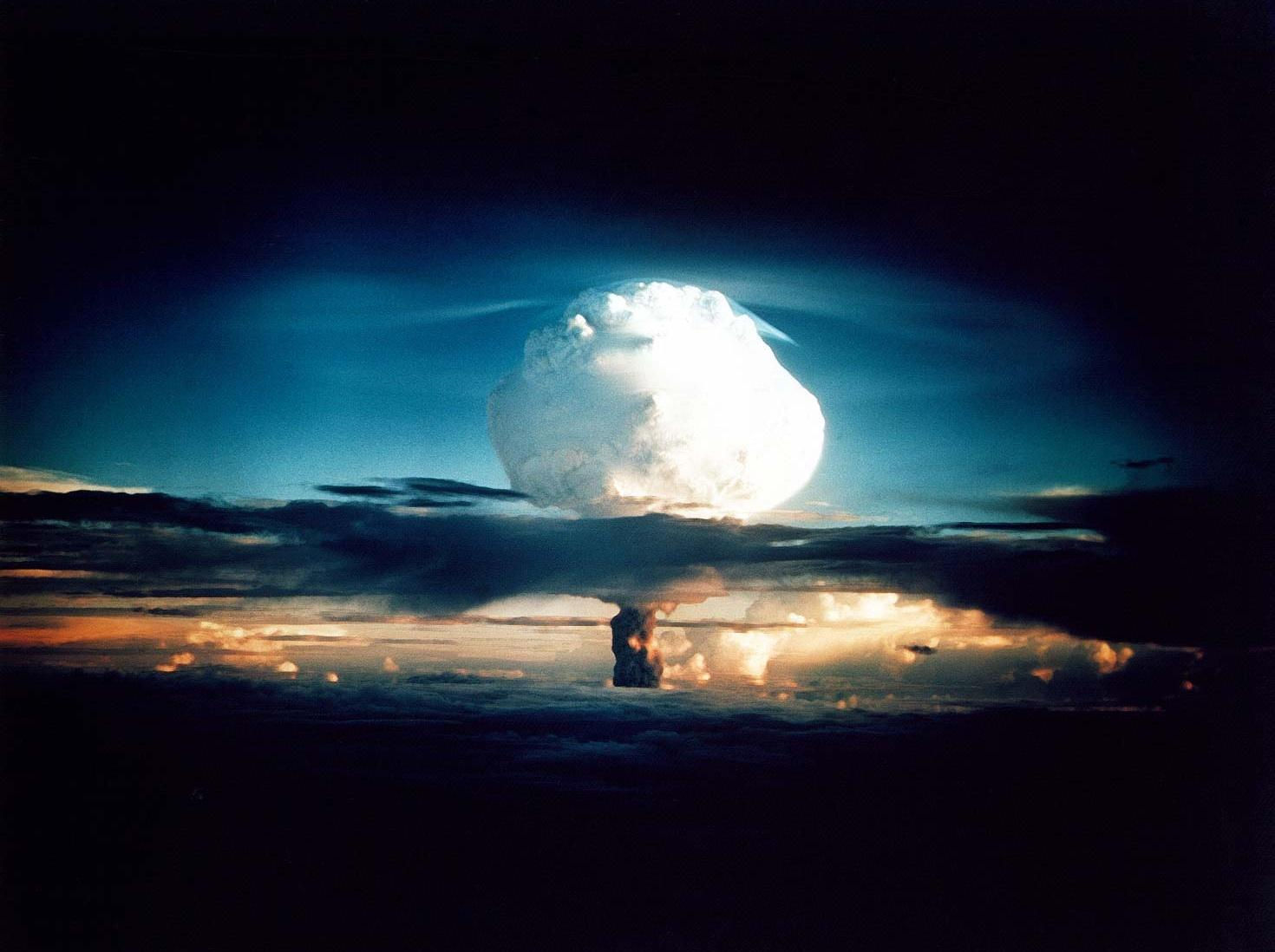
Ivy Mike, la primera detonación termonuclear de dos etapas, 10,4 megatones, 1 de noviembre de 1952.

En la década de 1940, los diseñadores de bombas en Los Álamos pensaron que la secundaria sería un contenedor de deuterio en forma líquida o hidruro. La reacción de fusión sería D-D, más difícil de lograr que una D-T, pero más asequible. Una bomba de fisión en un extremo comprimiría por onda de choque y calor al extremo más lejano, y la fusión se propagaría a través del contenedor al extremo lejano. Las simulaciones matemáticas mostraron que no funcionaría, incluso agregando grandes cantidades del prohibitivamente caro tritio.
Todo el contenedor del combustible de fusión necesitaría estar rodeado por la energía de la fisión, para comprimirla y calentarla, como con la carga de impulso en una primaria mejorada. El avance en diseño se obtuvo en enero de 1951, cuando Edward Teller y Stanisław Ulam inventaron la radiación por implosión, conocida públicamente por cerca de tres décadas como el secreto de la bomba H Teller-Ulam.
El concepto de la radiación por implosión fue probado por primera vez el 9 de mayo de 1951, en el ensayo George de la Operación Greenhouse, Eniwetok, con una potencia de 225 kilotones. La primera prueba completa se realizó el 1 de noviembre de 1952, el ensayo Mike de la Operación Ivy, Eniwetok, con una potencia de 10,4 megatones.
En la radiación por implosión, la ráfaga de rayos-X que proviene de una primaria explotando es capturada y contenida dentro un canal de radiación con murallas opacas que rodea a los componentes de energía nuclear de la secundaria. La radiación rápidamente convierte a la espuma plástica, que estaba llenando el canal, en un plasma que es en gran parte transparente a los rayos-X, y la radiación es absorbida en las capas más exteriores del empujador/traba que rodea al secundario, que se ablasiona y aplica una masiva fuerza (parecido al interior de un motor de cohete) causando que la cápsula de combustible de fusión implosione en forma similar al pozo de la primaria. A la medida que el secundario implosiona, un "tapón de ignición" (en inglés: spark plug) fisible en su centro se incendia y proporciona calor que permite que el combustible de fusión también se encienda. Las reacciones en cadena de la fisión y de la fusión intercambian neutrones entre sí y mejoran la eficiencia de ambas reacciones. La mayor fuerza implosiva mejora la eficiencia del "tapón de ignición" fisible debido al aumento a través de los neutrones de la fusión, y la explosión de la fusión en sí misma proporciona significativamente mayor potencia explosiva a partir de la secundaria a pesar de que a menudo no es mucho más grande que la primaria.
Por ejemplo, para la prueba Redwing Mohawk del 3 de julio de 1956, una secundaria llamada Flauta fue adosada a la primaria Swan. Flauta era de 38 cm (15 pulgadas) de diámetro y 59 cm (23,4 pulgadas) de largo, aproximadamente el tamaño de Swan. Pero pesada diez veces más y tenía una potencia 24 veces superior (355 kilotones contra 15 kilotones).
Igualmente importante, los ingredientes activos en Flauta probablemente no costaban más que los usados en Swan. La mayor parte de la fisión provenía del barato U-238, y el tritio era fabricado en el mismo lugar durante la explosión. Únicamente el tapón de ignición en el eje de la secundaria necesitaba ser fisible.
Una secundaria esférica puede lograr densidades de implosión más altas que una secundaria cilíndrica, ya que una implosión esférica empuja desde todas las direcciones hacia el mismo punto. Sin embargo, en las cabezas de guerra con potencias superiores a un megatón, el diámetro de una secundaria esférica sería demasiado grande para la mayor parte de las aplicaciones. Una secundaria cilíndrica es necesaria en tales casos. Los vehículos de reentrada pequeños y en forma de cono usados en los misiles balísticos de cabezas de guerra múltiples después de la década de los 1970 tienden a tener cabezas de guerra con secundarias esféricas, y potencias de un pocos centenares de kilotones.
Como con la estimulación, las ventajas del diseño termonuclear de dos etapas son tan grandes que existe poco incentivo a no usarlo, una vez que una nación ha dominado dicha tecnología.
En términos de ingeniería, la radiación por implosión permite la explotación de varias características conocidas de los materiales de las bombas nucleares que hasta ese momento había eludido una aplicación práctica. Por ejemplo:
- La mejor forma de almacenar deuterio en un estado de densidad razonable es enlazarlo químicamente con el litio, como litio deuterizado. Pero el isótopo de litio-6 es también la materia prima para la producción de tritio, y una bomba que está explotando es un reactor nuclear. La radiación por implosión sostendrá todo armado el suficiente tiempo como para permitir la completa conversión del litio-6 en tritio, mientras la bomba explota. Así que el agente de enlace para el deuterio permite usar una reacción de fusión D-T sin necesidad de tritio previamente fabricado esté almacenado en la secundaria. La restricción de producción de tritio desaparece.
- Para que la secundaria sea implosionada por el plasma caliente inducido por la radiación que la rodea, debe permanecer fría por el primer microsegundo, por ejemplo, debe estar rodeada por un masivo escudo contra la radiación (calor). La masividad del escudo le permite actuar como traba, agregando momentum y duración a la implosión. Ningún material está mejor adaptado a estos propósitos que el ordinario y barato U-238, que también sucede que se fisiona cuando es golpeado por los neutrones producidos por la fusión D-T. Esta carcasa, llamada empujador, así tiene tres tareas: mantener a la secundaria fría, mantenerla completa, inercialmente, en un estado altamente comprimido, y finalmente, servir como la principal fuente de energía para toda la bomba. El empujador consumible convierte a la bomba más en una bomba de fisión de uranio que en una bomba de fusión de hidrógeno. Es notorio que los expertos nunca usaron el término bomba de hidrógeno.[20]
- Finalmente, el calor para ignición de la fusión proviene no de la primaria sino que de la segunda bomba de fisión llamada el tapón de ignición, incrustada en el corazón de la secundaria. La implosión de la secundaria implosa este tapón de ignición, detonándolo y provocando la ignición de la fusión en el material que la rodea, pero el tapón de ignición continua fisionando en el ambiente rico en neutrones hasta que se consume totalmente, agregando significativa potencia al dispositivo.[21]

El empuje inicial detrás del arma de dos etapas fue la promesa de 1950 del presidente Truman de construir una superbomba de hidrógeno de 10 megatones como la respuesta estadounidense a la prueba en 1949 de la primera bomba de fisión soviética. Pero la invención resultante se convirtió en la forma más barata y compacta de construir bombas nucleares pequeñas así como grandes, borrando cualquier distinción entre bombas A y bombas H, y entre impulsores y super. Todas las mejores técnicas para explosiones por fisión y por fusión están incorporadas en un principio de diseño que lo abarca todo y que es totalmente escalable. Incluso los proyectiles nucleares de artillería de 6 pulgadas (152 mm) pueden ser termonucleares de dos etapas.
En los siguientes cincuenta años, nadie ha logrado una mejor forma de construir una bomba nuclear. Es el diseño de elección para Estados Unidos, Rusia, Reino Unido, China y Francia, las cinco naciones termonucleares. Las otras naciones con armas nucleares, Israel, India, Pakistán y Corea del Norte, probablemente tienen armas de una etapa, o posiblemente mejoradas.

### Interetapa
En un arma termonuclear de dos etapas la energía de la primaria impacta a la secundaria. Un modulador esencial de energía llamado interetapa, entre la primaria y la secundaria, protege el combustible de fusión de la secundaria de calentarse demasiado rápido, lo que podría causar una explosión de calor convencional (y por lo tanto de menor magnitud) antes de que las reacciones de fisión y de fusión tengan una oportunidad de comenzar.
Existe muy poca información en la literatura abierta acerca del mecanismo de la interetapa. La primera mención en documentos del gobierno estadounidense formalmente liberados al público general aparece en la leyenda de una gráfica promoviendo el Programa de Reemplazo Confiable de Cabeza de Guerra. Si se construye, este nuevo diseño reemplazaría al "material 'especial' tóxico, frágil y caro" en la interetapa. Esta declaración sugiere que la interetapa puede contener berilio para moderar el flujo de neutrones de la primaria, y quizás algo para absorber y reirradiar los rayos-X de alguna forma en particular. Se especula que el material para la interetapa, que puede ser llamado en código como FOGBANK podría ser un aerogel, posiblemente dopado con berilio y/o otras substancias.
La interetapa y la secundaria son puestos juntos al interior de una membrana de acero inoxidable para formar el subensamble enlatado (en inglés: Canned Subassembly, CSA), un armazón que nunca había sido mostrado en ningún diagrama público. La ilustración más detallada de un interetapa muestra a un arma termonuclear británica con un grupo de artefactos entre su primaria y su secundaria cilíndrica. Ellas están etiquetadas como "tapón final y lente de enfoque de neutrones", "portador de cañón de neutrón/reflector" y "embalaje del reflector". El origen del diagrama, subido a internet por Greenpeace, no está claro y no existe una explicación que lo acompañe.

## Diseños específicos
Mientras cada diseño de arma nuclear cae en alguna de las categorías descritas, diseños específicos se han convertido ocasionalmente en materia de noticias y discusión pública, a menudo con descripciones incorrectas acerca de cómo ellos trabajan y qué es lo que hacen. Ejemplos:

### Bombas de hidrógeno
Todas las armas nucleares modernas hacen algún uso de la fusión D-T. Incluso las armas de fisión pura incluyen generadores de neutrones que son tubos de vacío de alto voltaje que contienen pequeñísimas cantidades de tritio y deuterio.
Sin embargo, en la percepción pública, las bombas de hidrógeno, o bombas H, son dispositivos de multimegatones mil veces más poderosos que la Little Boy de Hiroshima. Tales bombas son realmente termonucleares de dos etapas, escaladas a la potencia deseada, con la fisión del uranio, como es usual, proporcionando la mayor parte de su energía.
La idea de la bomba de hidrógeno apareció en la atención pública por primera vez en 1949, cuando prominentes científicos recomendaron abiertamente no construir bombas nucleares más poderosas que el modelo de fisión pura estándar, tanto en razones morales como prácticas. Sus supuestos eran que las consideraciones acerca de la masa crítica limitarían el tamaño potencial de las explosiones de fisión, pero que en una explosión de fusión podría ser tan grande como su abastecimiento de combustible, que no posee el límite de masa crítica. En 1949, los soviéticos hicieron explotar su primera bomba de fisión, y en 1950 el presidente Truman finalizó el debate acerca de la bomba H ordenando a los diseñadores de Los Álamos que construyeran una.
En 1952, la explosión de 10,4 megatones de Ivy Mike fue anunciada como la primera prueba de una bomba de hidrógeno, reforzando la idea de que las bombas de hidrógeno son mil veces más poderosas que las bombas de fisión.
En 1954, J. Robert Oppenheimer fue etiquetado como un oponente a la bomba de hidrógeno. El público no sabía que hay dos clases de bombas de hidrógeno (ninguna de las cuales se puede describir como una bomba de hidrógeno). El 23 de mayo, cuando su nivel de secreto fue revocado, el ítem 3 de las cuatro investigaciones públicas contra él era "su conducta en el programa de la bomba de hidrógeno". En 1949, Oppenheimer había apoyado las bombas de fisión mejoradas por fusión de una etapa, para maximizar el poder explosivo del arsenal dado el compromiso entre la producción de plutonio y de tritio. Él se opuso a las bombas termonucleares de dos etapas hasta 1951, cuando la radiación por implosión, que él llamó "técnicamente dulce", por primera vez las hizo prácticas. La complejidad de su posición no fue revelada al público hasta 1976, nueve años después de su muerte.
Cuando los misiles balísticos reemplazaron a los bombarderos en la década de 1960, la mayor parte de las bombas de potencia multimegatonaje fueron reemplazadas por cabezas de guerra para los misiles (también termonucleares de dos etapas) disminuidas a un megatón o menos.

### Reloj de Alarma/Sloika
El primer esfuerzo para explotar la relación simbiótica entre la fisión y la fusión fue un diseño de 1940 que mezclaba combustible de fisión y de fusión en delgadas capas alternantes. Como un dispositivo de una etapa, habría sido una aplicación torpe de la fisión mejorada. Se volvió práctico por primera vez cuando se incorporó en la secundaria de un arma termonuclear de dos etapas.
El nombre estadounidense, Reloj Alarma (en inglés: Alarm Clock), era un nombre código sin relación. El nombre ruso para el mismo diseño era más descriptivo: Sloika (del ruso: Слойка), una torta de capas. Un Sloika de soviético de una etapa fue probado en 12 de agosto de 1953. Ninguna versión estadounidense fue probada, pero el ensayo Union de la Operación Castle, 26 de abril de 1954, fue de un dispositivo termonuclear de dos etapas con nombre código Reloj Alarma. Su potencia fue de 6,2 megatones.
Debido a que la prueba soviética Sloika usó litio-6 deuterizado seco ocho meses antes de la primera prueba estadounidense en usarlo (Castle Bravo, 1 de marzo de 1954), algunas veces se declara que la Unión Soviética ganó la carrera por la bomba H. La prueba estadounidense Ivy Mike de 1952 usó deuterio líquido enfriado criogénicamente como combustible para la fusión en la secundaria, y empleó la fusión de reacción D-D. Además, Sloika fue el primer diseño desplegable desde un avión, incluso aunque no fue desplegada de esa forma durante la prueba. Sin embargo, la primera prueba soviética en usar una secundaria implosionada por radiación, la característica esencial de una verdadera bomba H, se realizó el 23 de noviembre de 1955, tres años después de Ivy Mike. De hecho, en la Unión Soviética el real trabajo sobre el esquema de implosión solo se inició muy a principios de 1953, varios meses después de la exitosa prueba de Sloika.

### Bombas limpias

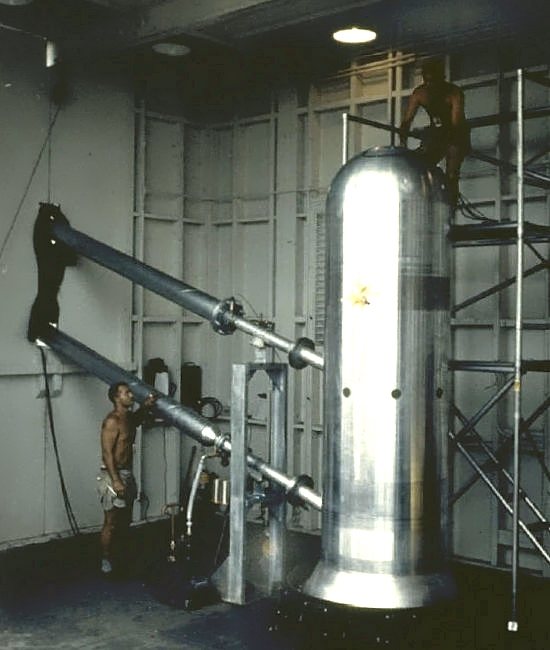
Bassoon, el prototipo de una bomba limpia de 3,5 megatones o una bomba sucia de 25 megatones. Las versiones sucias mostradas aquí, antes de su prueba en el año 1956.

El 1 de marzo de 1954, la más grande explosión nuclear de prueba estadounidense, el ensayo Bravo de 15 megatones de la Operación Castle en el Bikini, produjo una dosis letal de lluvia de productos de fisión en más de 6000 millas cuadradas (15 540 km²) de la superficie del Océano Pacífico. Las heridas por radiación a los habitantes de las Islas Marshall y a los pescadores japoneses volvió público este hecho y reveló el rol de la fisión en las bombas de hidrógeno.
En respuesta a la alarma pública por la lluvia radiactiva, se realizó un esfuerzo para diseñar un arma limpia de nivel de multimegatonaje, basada casi enteramente en la fusión. Dado que la energía producida por el fisionamiento del uranio natural no enriquecido cuando era utilizado como material para la traba en la secundaria y las subsecuentes etapas en el diseño Teller-Ulam, evidentemente puede empequeñecer la potencia obtenida de la fusión, como fue en el caso de la prueba Castle Bravo, y dándose cuenta de que un material de traba no fisionable es un requerimiento esencial en una bomba 'limpia', estaba claro que tal bomba 'limpia' existiría una relativamente gran cantidad de material que no se ve afectado por el proceso de conversión masa-a-energía. Así que para un peso dado, las armas 'sucias' con trabas fisionables son mucho más ligeras que una bomba 'limpia' de igual potencia. La más temprana incidencia conocida de un dispositivo de tres etapas siendo probado, con la tercera etapa (llamada la terciaria) siendo ignicionada por la secundaria, fue el 27 de mayo de 1956 en el dispositivo Bassoon. Este dispositivo fue probado en el ensayo Zuni de la Operation Redwing. Este ensayo utilizó trabas no fisionables, usando un material substituto relativamente inerte nuclearmente tal como el tungsteno o plomo, su potencia fue de 3,5 megatones, 85% por fusión y solo 15% por fisión. Los registros públicos de dispositivos que produjeron la más alta proporción de su potencia vía solo reacciones de fusión es de 57 megatones, la Bomba del Zar con un 97% por fusión, la prueba Hardtack Poplar de 9,3 megatones fue de un 95,2%, y la prueba Redwing Navajo de 4,5 megatones con un 95% por fusión.
El 19 de julio de 1956, el presidente de la AEC Lewis Strauss dijo que el ensayo Redwing Zuni de una prueba de una bomba limpia "resultó de mucha importancia ... desde el aspecto humanitario". Sin embargo, menos de dos días después de este anuncio la versión sucia de Bassoon, llamada Bassoon Prime, que usaba una traba de uranio-238, fue probada desde una barcaza en las afueras de la costa del Atolón de Bikini como el ensayo Redwing Tewa. La Bassoon Prime produjo una potencia de 5 megatones, de la cual el 87% provino de la fisión. Los datos obtenidos de esta prueba, y de otras culminaron en el eventual despliegue del arma nuclear estadounidense de más alta potencia conocida, y de paso la más alta proporción de potencia-a-peso de un arma jamás fabricada, un arma termonuclear de tres etapas, con una potencia 'sucia' máxima de 25 megatones designada como la bomba nuclear Mark 41, que fue transportada por los bombarderos de la Fuerza Aérea de Estados Unidos hasta su descomisión, esta arma nunca fue totalmente probada.
Como tal, las bombas limpias de alta potencia parecen haber sido un ejercicio de relaciones públicas. Las armas realmente desplegadas eran versiones sucias, que maximizaban la potencia para un mismo tamaño de dispositivo. Sin embargo, nuevos diseños de armas nucleares más nuevos de cuarta y quinta generación incluyen tecnología como armas de fusión pura y propulsión de pulso nuclear de antimateria catalizada que están siendo estudiados extensivamente por las cinco naciones nucleares más grandes.

### Bombas de cobalto
Una bomba ficticia del día del juicio final, hecha popular por la novela de Nevil Shute publicada en 1957, y la subsecuente película de 1959, On the Beach (traducida en español como La Hora Final), la bomba de cobalto era una bomba de hidrógeno con una chaqueta de metal de cobalto. El cobalto activado por los neutrones supuestamente maximizaría el daño ambiental de la lluvia radiactiva resultante. Estas bombas fueron popularizadas en la película de 1964 Dr. Strangelove or: How I Learned to Stop Worrying and Love the Bomb. El elemento agregado a las bombas es denominado en la película como 'cobalto-torio G'.
Tales armas fueron solicitadas por la fuerza aérea de Estados Unidos y seriamente investigadas, posiblemente construidas y probadas, pero nunca desplegadas. En la edición de 1964 del libro de la DOD/AEC The Effects of Nuclear Weapons (en español: Los Efectos de las Armas Nucleares), una nueva sección llamada Guerra Radiológica clarificó el tema. Los productos de la fisión son tan mortales como el cobalto activo por neutrones. El arma termonuclear de alta fisión estándar es automáticamente un arma de guerra radiológica, y tan sucia como una bomba de cobalto.
Inicialmente, la radiación gamma de los productos de la fisión de una bomba de fisión-fusión-fisión de tamaño equivalente son mucho más intensas de la del Co-60: 15.000 veces más intensa en 1 hora; 35 veces más intensas en 1 semana; 5 veces más intensas en 1 mes; y aproximadamente iguales en 6 meses. A partir de allí la fisión cae rápidamente de tal forma que la lluvia radiactiva del Co-60 es 8 veces más intensa que la fisión en 1 año y 150 veces más intensa en 5 años. Los isótopos de muy larga vida producidos por la fisión serían mayores de los del 60Co nuevamente después de los 75 años.

### Bombas de fisión-fusión-fisión
En 1954, para explicar la sorprendente cantidad de lluvia radiactiva resultante de la fisión producidas por las bombas de hidrógeno, Ralph Lapp acuñó el término fisión-fusión-fisión para describir un proceso al interior de lo que él llamaba un arma termonuclear de tres etapas. Su proceso de explicación era correcto, pero su elección de términos causó confusión en la literatura abierta. Las etapas de un arma nuclear no son fisión, fusión y fisión. Ellas son primaria, secundaria y, en una excepcionalmente poderosa arma, la terciaria. Cada una de estas etapas emplea fisión, fusión y fisión.

### Bomba de neutrones
Una bomba de neutrones, técnicamente referida como un arma de radiación aumentada (en inglés: Enhanced Radiation Weapon, ERW), es un tipo de arma nuclear táctica diseñada específicamente para liberar una gran proporción de sus energía como radiación de neutrones energéticos. Esto contrasta con las armas termonucleares estándares, que está diseñadas para capturar esta intensa radiación de neutrones para incrementar su potencia explosiva total. En términos de potencia, las ERW típicamente producen aproximadamente una décima parte de lo que hace un arma atómica de fisión. Incluso con su significativamente más bajo poder explosivo, las ERW aún son capaces de mucha mayor destrucción que cualquier bomba convencional. Mientras que, relativo a otras armas nucleares, el daño está más enfocado en el material biológico que en el material o la infraestructura (aunque la extrema explosión y los efectos del calor no son eliminados).
Oficialmente conocidas como armas de radiación aumentada, ERW por sus siglas en inglés, ellas son más exactamente descritas como armas de potencia restringida. Cuando la potencia de un arma nuclear es menos de un kilotón, el radio letal de su explosión, 700 m (2300 ft), es menor que el de su radiación de neutrones. Sin embargo, la explosión es lo suficientemente potente para destruir la mayor parte de las estructuras, las cuales son menos resistentes a los efectos de la explosión que incluso seres humanos no protegidos. Se puede sobrevivir a las presiones por explosión de hasta 20 PSI, mientras que la mayor parte de los edificios colapsarán con solo 5 PSI.
Comúnmente mal percibidas como un arma diseñada para matar poblaciones y dejar la infraestructura intacta, estas bombas (como se menciona en el párrafo anterior) son aún muy capaces de destruir edificios en un gran radio. El propósito de su diseño era matar a las tripulaciones de los tanques -estos tienen una excelente protección contra las explosiones y el calor, sobreviviendo (relativamente) muy cerca de una detonación. Y con las vastas cantidades de tanques de los soviéticos durante la Guerra Fría, está el arma perfecta para contrarrestarlos.
La radiación por neutrones puede incapacitar instantáneamente a la tripulación de un tanque a aproximadamente a la misma distancia que el calor y explosión incapacitaría a un ser humano desprotegido (dependiendo del diseño). Los chasis de los tanques también se volverían altamente radiactivos (temporalmente) impidiendo su uso por una nueva tripulación.
Las armas de neutrones también fueron pensadas para ser usadas en otras aplicaciones. Por ejemplo, ellas son efectivas defensas antinucleares -el flujo de neutrones es capaz de neutralizar a la cabeza de guerra que se acerca a una mayor distancia que el calor o la explosión. Las cabezas de guerra nucleares son muy resistentes al daño físico, pero es muy difícil protegerlas contra un flujo extremo de neutrones.
|                       | Estándar | Mejorada |
| --------------------- | -------- | -------- |
| Explosión             | 50%      | 40%      |
| Energía termal        | 35%      | 25%      |
| Radiación instantánea | 5%       | 30%      |
| Radiación residual    | 10%      | 5%       |

Las ERW eran bombas termonucleares de dos etapas con todo el uranio no esencial retirado para minimizar la potencia de la fisión. La fusión proporcionaba los neutrones. Desarrollada en la década de 1950, ellas fueron desplegadas por primera vez en la década de 1970, por las fuerzas estadounidenses en Europa. Las últimas fueron retiradas en la década de 1990.
Una bomba de neutrones es solo factible si la potencia es lo suficientemente alta que una eficiente ignición de fusión es posible, y si la potencia es lo suficientemente baja que el grosor de la carcasa no absorberá demasiados neutrones. Esto significa que las bombas de neutrones tienen una potencia de entre 1 a 10 kilotones, con la proporción de la fisión variando del 50% en 1 kilotón a 25% en una de 10 kilotones (toda la cual proviene de la etapa primaria). La producción de neutrones por kilotón es 10 a 15 veces más grande que un arma de implosión de fisión pura o para una cabeza de guerra estratégica tal como la W87 o la W88.

### Cabezas de guerra termonucleares de Oralloy
En 1999, el diseño de armas nucleares estuvo nuevamente en las noticias, por primera vez en décadas. En enero, la Cámara de Representantes de Estados Unidos entregó el Informe Cox (Christopher Cox representante republicano de California) que acusaba que China de alguna forma había adquirido la información clasificada acerca la cabeza de guerra estadounidense W88. Nueve meses antes, Wen Ho Lee, un inmigrante taiwanés trabajando para Los Álamos, fue públicamente acusado de espiar, arrestado y estuvo nueve meses en prisión preventiva, antes de que el caso contra él fuera desechado. No está claro de que hubiera, de hecho, algún acto de espionaje.
En el curso de 18 meses de cubierta de noticias, la cabeza de guerra W88 fue descrita con inusual detalle. El The New York Times imprimió un diagrama esquemático en su portada. El diagrama más detallado aparece en A Convenient Spy, un libro del año 2001 sobre el caso de Wen Ho Lee escrito por Dan Stober e Ian Hoffman, adaptado y mostrado aquí con permiso.
Diseñada para su uso en los misiles balísticos lanzados desde submarinos Trident II D5 (D-5), la W88 entró en servicio en el año 1990 y fue la última cabeza de guerra en ser diseñada para el arsenal nuclear estadounidense. Ha sido descrita como la más avanzada, aunque la literatura abierta no indica ninguna característica de diseño importante que no estuviera disponible a los diseñadores estadounidenses en 1958.
El diagrama anterior muestra todas las características estándares de las cabezas de guerra para misiles balísticos desde la década de 1960, con dos excepciones que le dan una mayor potencia para su tamaño.
- La capa externa de la secundaria, llamada el "empujador" (en inglés: "pusher"), que sirve para tres funciones: escudo térmico, traba y combustible para la fisión, está fabricada de U-235 en vez de U-238, de ahí el nombre de Oralloy (U-235) termonuclear. Siendo fisible, más que solamente fisionable, permite al empujador fisionarse más rápido y más completamente, incrementando la potencia. Esta característica está disponible solo a aquellas naciones con disponibilidad de uranio fisible. Se estima que Estados Unidos posee 500 toneladas de este material.

- La secundaria está localizada en el extremo ancho del cono de reentrada, donde puede ser más grande, y así más poderosa. La disposición usual es poner la secundaria más pesada y densa en el extremo angosto para mayor estabilidad aerodinámica durante la reentrada desde el espacio exterior, y permitir más espacio para la voluminosa primaria en la parte más amplia del cono (El diagrama de la W87 en la sección previa muestra la disposición usual). Debido a esta nueva geometría, la primaria de la W88 usa alto explosivos convencionales compactos (en inglés: Conventional High Explosives, CHE) para ahorrar espacio,[40] más que el más usual, y voluminoso pero más seguro, alto explosivo insensitivo (en inglés: Insensitive High Explosives, IHE). El cono de reentrada probablemente tiene un lastre en la nariz para darle estabilidad aerodinámica.[41]

Las capas alternantes de material de fisión y de fusión en la secundaria son una aplicación del principio de Alarm Clock/Sloika.

### Cabeza de guerra de reemplazo fiable
Estados Unidos no ha producido ninguna cabeza de guerra nuclear desde al año 1989, cuando la planta de producción de pozos de Rocky Flats, cerca de Boulder, Colorado, fue cerrada por razones ambientales. Con el final de la Guerra Fría dos años más tarde, la línea de producción ha estado parada excepto para funciones de inspección o de mantenimiento.
La Administración Nacional de Seguridad Nuclear (en inglés: National Nuclear Security Administration), la última sucesora para las armas nucleares para la Comisión de Energía Atómica y el Departamento de Energía, ha propuesto construir una nueva instalación de pozos y comenzar la línea de producción de una nueva cabeza de guerra llamada cabeza de guerra de reemplazo fiable (en inglés: Reliable Replacement Warhead, RRW). Dos mejoras de seguridad anunciadas de la RRW serían el retorno al uso de "altos explosivos insensibles que mucho menos susceptibles a la detonación accidental", y la eliminación de "ciertos materiales peligrosos, tal como el berilio, que son dañinos a las personas y al ambiente". Dado que la nueva cabeza de guerra no debe requerir ninguna prueba nuclear, no se podría usar un nuevo diseño con conceptos no probados.

## Laboratorios de diseño de armas

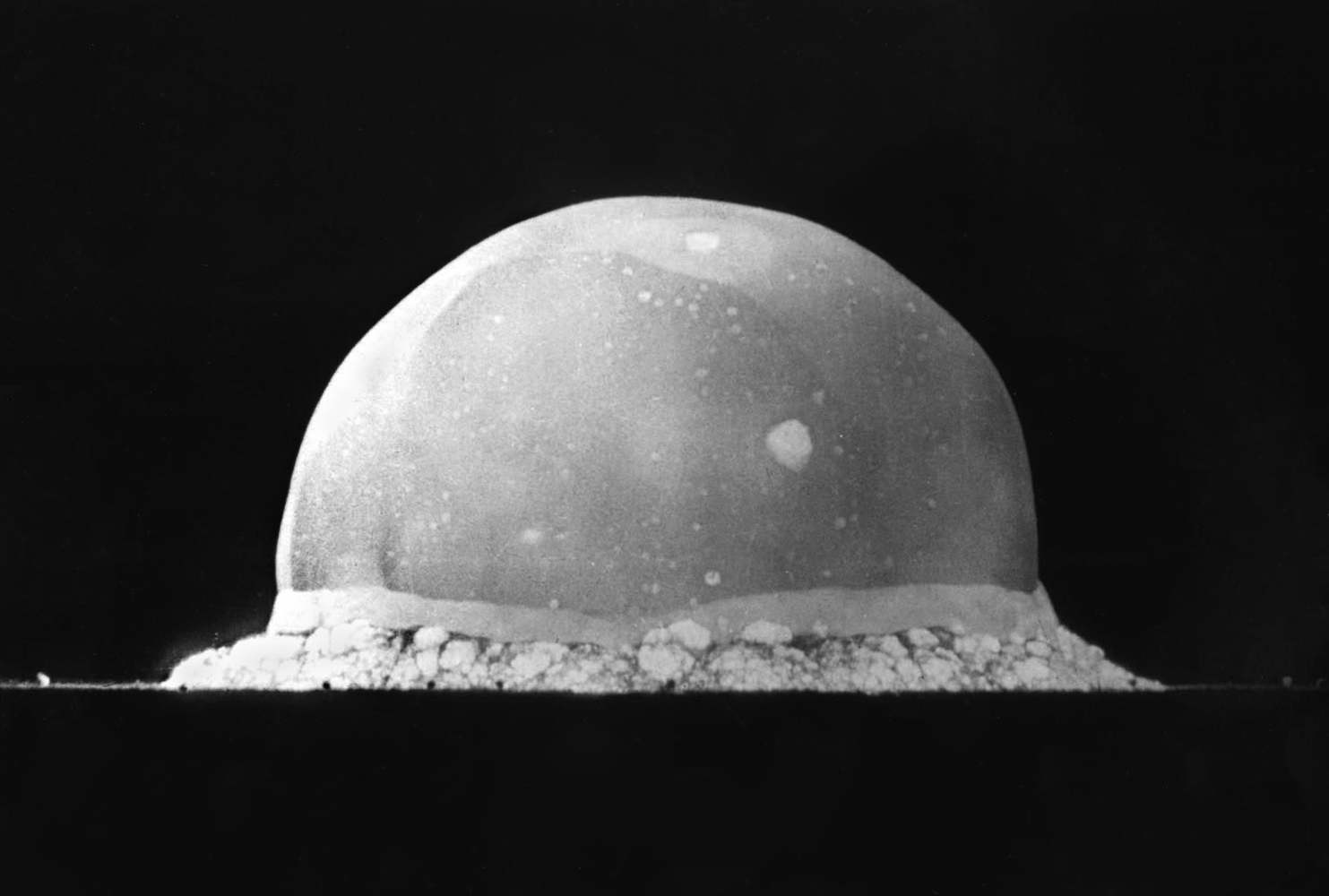
Trinity Test Fireball 16ms.

Todas las innovaciones de diseño de armas nucleares discutidas en este artículo se originaron de los siguientes tres laboratorios en la manera que se describe. Otros laboratorios de diseño de armas nucleares en otros países duplicaron estas innovaciones de diseño en forma independiente, haciendo ingeniería inversa a partir del análisis de la lluvia radiactiva u obtenidas a través del espionaje.

### Berkeley
La primera exploración sistemática de los conceptos del diseño de armas nucleares ocurrió a mediados de 1942 en la University of California, Berkeley. Importantes primeros descubrimientos habían sido hechos en el Lawrence Berkeley Laboratory adyacente, tales como la producción y aislación de plutonio usando un ciclotrón en 1940. Un profesor de Berkeley, J. Robert Oppenheimer, había sido recién contratado para liderar el esfuerzo de diseño de una bomba secreta para la nación. Su primera acción fue convocar la conferencia de verano de 1942.
Para el momento en que él trasladó su operación al nuevo pueblo secreto de Los Álamos (Nuevo México), en la primavera de 1943, el conocimiento acumulado sobre el diseño de armas nucleares consistía en cinco charlas por el profesor de Berkeley Robert Serber, transcritas y distribuidas como el Los Alamos Primer. La cartilla trataba sobre la energía de la fisión, la producción de neutrones y su captura, las reacciones en cadena nucleares, masa crítica, trabas, predetonación y tres métodos para construir una bomba: estructura tipo cañón, implosión y "métodos autocatalíticos", la única posibilidad que resultó un callejón sin salida.

### Los Álamos
En Los Álamos, en abril de 1944 Emilio G. Segrè descubrió que la estructura tipo cañón propuesta para la Thin Man no funcionaría con plutonio debido a los problemas de predetonación causados por las impurezas del Pu-240. De esa forma a la Fat Man, la bomba tipo implosión, le fue dada una alta prioridad como la única opción para el plutonio. Las discusiones de Berkeley habían generado estimaciones teóricas de masa crítica, pero nada preciso. El principal trabajo en tiempo de guerra en Los Álamos fue la determinación experimental de la masa crítica, lo que tuvo que esperar hasta que suficientes cantidades de material fisible llegarán desde las plantas de producción: uranio desde Oak Ridge, Tennessee, y plutonio desde Hanford Site en Washington.
En 1945, usando los resultados de los experimentos de masa crítica, los técnicos de Los Álamos fabricaron y armaron los componentes para cuatro bombas: Trinity Gadget, Little Boy, Fat Man, y una Fat Man de repuesto sin usar. Después de la guerra, aquellos que podían, incluyendo a Oppenheimer, regresaron a posiciones de enseñanza universitaria. Aquellos que permanecieron trabajaron en pozos huercos y levitados y condujeron las pruebas de efectos de las armas nucleares tales como Crossroads Able y Baker en el Atolón Bikini en 1946.
Todas las ideas esenciales para incorporar la fusión en armas nucleares se originaron en Los Álamos entre 1946 y 1952. Después del hallazgo de la radiación por implosión de Teller-Ulam en 1951, las implicaciones y posibilidades técnicas fueron totalmente exploradas, pero las ideas que no eran directamente relevantes para fabricar bombas lo más grandes posibles para los bombarderos de largo alcance de la fuerza aérea fueron archivadas.
Debido a la posición inicial de Oppenheimer en el debate de la bomba H, en oposición a las grandes armas termonucleares, y el supuesto de que él aún tenía influencia en Los Álamos a pesar de su partida, los aliados políticos de Edward Teller decidieron que él necesitaba su propio laboratorio para seguir desarrollando las bombas H. Por el tiempo en que se inauguró en 1952, en Livermore, California, Los Álamos había finalizado el trabajo para el cual Livermore había sido diseñado.

### Livermore
Ya que la misión original del laboratorio de Livermore había sido alcanzada, este probó nuevos diseños radicales, que fallaron. Sus tres primeras pruebas nucleares fueron bullicios (en inglés: fizzles): en 1953, dos dispositivos de fisión con pozos de hidruro de uranio de etapa única, y en 1954, un dispositivo termonuclear de dos etapas en el que la secundaria se calentó prematuramente, demasiado rápido para que la radiación por implosión trabajara apropiadamente.
Cambiando su orientación, Livermore comenzó a tomar las ideas que en Los Álamos habían archivado y las desarrolló para el ejército y la armada. Esto llevó a que Livermore se especializará en armas tácticas de diámetro pequeño, particularmente las que usan sistemas de implosión de dos puntos, tal como el dispositivo Swan. Las armas tácticas de diámetro pequeño se convirtieron en primarias para secundarias de pequeño diámetro. Alrededor de 1960, cuando la carrera de armas entre las superpotencias se convirtió en una carrera de misiles balísticos, las cabezas de guerra de Livermore eran más útiles que las cabezas de guerra grandes y pesadas de Los Álamos. Las cabezas de guerra de Los Álamos fueron usadas en los primeros misiles balísticos de alcance intermedio (en inglés: Intermediate-Range Ballistic Missiles, IRBM), pero las cabezas de guerra más pequeñas de Livermore fueron las usadas en los primeros misiles balísticos intercontinentales (en inglés: InterContinental Ballistic Missile, ICBM) y en los misiles balísticos lanzados desde submarinos (en inglés: Submarine-Launched Ballistic Missile, SLBM), así como en los primeros sistemas de cabezas de guerra múltiples montados en estos misiles.
En 1957 y 1958 ambos laboratorios construyeron y probaron tantos diseños como era posible, en anticipación de que la planificada prohibición de ensayos nucleares de 1958 se convirtiera en permanente. Para la época en que las pruebas se retomaron en 1961, los dos laboratorios se habían convertido en un duplicado uno del otro, y los trabajos de diseño eran asignados más por consideraciones de carga de trabajo que por la especialidad de los laboratorios. Algunos diseños fueron intercambiados. Por ejemplo, la cabeza de guerra W38 para el misil Titan I comenzó como un proyecto de Livermore y fue transferida a Los Álamos donde se convirtió la cabeza de guerra para el misil Atlas, y en 1959 fue devuelta a Livermore a cambio de la cabeza de guerra W54 del Davy Crockett, que se traspasó de Livermore a Los Álamos.
De todas formas el período de real innovación estaba finalizado para ese entonces. Los diseños de cabezas de guerra después de 1960 tomaron el carácter de cambios de modelo, con cada nuevo misil recibiendo una nueva cabeza de guerra por razones de marketing. El cambio principal más sustantivo fue colocar más uranio fisible en la secundaria, en la medida en que había más disponible con el continuo enriquecimiento de uranio y el desmantelamiento de las grandes bombas de alta potencia.

## Pruebas explosivas
Las armas nucleares son en gran parte diseñadas por prueba y error. Las pruebas a menudo envuelve la explosión de prueba de un prototipo.
En una explosión de nuclear, una gran cantidad de eventos discretos, con varias probabilidades, agregados en flujos de energía de corta vida y caóticos al interior de la carcasa del dispositivo. Complejos modelos matemáticos son requeridos para hacer aproximaciones a los procesos, y en la década de 1950 no existían computadores lo suficientemente poderosos para correrlos apropiadamente. Incluso los computadores y programas de simulación actuales no son adecuados.
Era relativamente fácil diseñar armas confiables para los arsenales. Si el prototipo funcionaba adecuadamente, podía ser industrializado y producido en masa.
Era mucho más difícil comprender cómo funcionaba o por qué había fallado. Los diseñadores recuperaban tantos datos como fuera posible durante la explosión, antes de que el dispositivo en sí mismo se destruyera, y los usaban para calibrar sus modelos, a menudo insertando un factor de ajuste en las ecuaciones para hacer que las simulaciones coincidieran con los resultados del experimento. Ellos también analizaban los desechos del arma en la lluvia radioactiva para ver cuánto se había producido del potencial de la reacción nuclear.

### Tuberías de luz
Una importante herramienta para los análisis de las pruebas eran las tuberías de luz para diagnóstico. Una sonda en el interior de un dispositivo de prueba podía transmitir información calentando una placa de metal hasta la incandescencia, un evento que podía ser registrado en el extremo lejano de una tubería larga y muy recta.
La foto de abajo muestra el dispositivo Shrimp, detonado el 1 de marzo de 1954, en Bikini, como parte de la prueba Castle Bravo. Su explosión de 15 megatones fue la más grande realizada por Estados Unidos. Se muestra la silueta de un hombre para apreciar la escala. El dispositivo está apoyado por debajo, en ambos extremos. Las tuberías que desaparecen en el techo de la cabina de disparo, que parecen ser vigas de apoyo, son las tuberías de luz para diagnóstico. Las ocho tuberías del extremo derecho (1) enviaban información sobre la detonación de la primaria. Las dos del medio (2) registraban el tiempo cuando los rayos-X de la primaria alcanzaban el canal de radiación alrededor de la secundaria. Las dos últimas tuberías (3) registraban el momento en que la radiación alcanzaba el extremo lejano del canal de radiación, siendo la diferencia entre (2) y (3) el tiempo de tránsito de la radiación por el canal.
Desde la cabina de disparo (en inglés: Shot Cab), las tuberías rotaban y eran horizontales, e iban 2.300 m (7.500 pies) a lo largo de una pasarela construida sobre el arrecife de Bikini, hasta un búnker (en inglés: Data Bunker) de recolección de datos controlado remotamente en la isla de Namu.
Mientras los rayos-X normalmente viajan a la velocidad de la luz a través de un material de baja densidad tal como la espuma plástica de relleno entre (2) y (3), la intensidad de la radiación de la primaria explotando creaba un frente de radiación relativamente opaco en el relleno del canal que actuaba como cuello de botella para retardar el paso de la energía radiante. Mientras la secundaria estaba siendo comprimida vía la ablación inducida por la radiación, los neutrones de la primaria alcanzaban a los rayos-X, penetrando en la secundaria y comenzando a generar tritio con la tercera reacción indicada en la primera sección anterior. Esta reacción Li-6 + n es exotérmica, produciendo 5 MeV por evento. El tapón de ignición aún no está comprimido y por lo tanto no es crítico, con lo que no habrá fisión o fusión significativa. Pero si suficientes neutrones llegan antes de que la implosión de la secundaria esté completa, la crucial diferencia de temperatura se degradará. Esta es la causa que se reportó como razón del fallo del primer diseño termonuclear de Livermore, el dispositivo Morgenstern, probado como Castle Koon, el 7 de abril de 1954.
Los problemas de coordinación de tiempos se miden a partir de los datos entregados por las tuberías de luz. Las simulaciones matemáticas que calibran se llaman códigos hidrodinámicos del flujo de radiación. Estos son usados para predecir el efecto de las futuras modificaciones de diseño.
No está claro, usando los registros públicos, cuán exitosos fueron las tuberías de luz de Shrimp. El búnker de datos estaba lo suficientemente lejos para permanecer fuera del cráter de una milla de ancho. Pero la onda expansiva producto de la explosión de 15 megatones, dos veces y media mayor de lo esperado, destruyó el búnker sacando la puerta de veinte toneladas de sus goznes y lanzándola a través del interior de este. Las personas más cercanas estaban a 32 km (20 millas), en un búnker que sobrevivió intacto.

### Análisis de la lluvia radioactiva
El dato más interesante de Castle Bravo provino del análisis radioquímico de los restos del arma encontrados en la lluvia radioactiva posterior. Debido a la escasez de litio-6, el 60% del litio en la secundaria de Shrimp era litio-7 ordinario, que no produce tritio tan fácilmente como lo hace el litio-6. Pero produce litio-6 como el producto de la reacción (n, 2n) (un neutrón entran, dos neutrones salen), un hecho conocido, pero con probabilidad desconocida. La probabilidad resultó ser alta.
El análisis de la lluvia radioactiva reveló a los diseñadores que, con la reacción (n, 2n), la secundaria Shrimp efectivamente tuvo dos y media veces más del litio-6 que se esperaba. El tritio, la potencia de fusión, los neutrones y la potencia de la fisión se incrementaron en forma proporcional a ese valor.
Como se indica anteriormente, el análisis de la lluvia radioactiva de Bravo también le dijo al mundo exterior, que las bombas termonucleares son más dispositivos de fisión que dispositivos de fusión. Un buque pesquero japonés, el Lucky Dragon (en español: Dragón Afortunado), llegó a puerto con suficiente lluvia radioactiva en sus cubiertas como para permitirle a los científicos en Japón y en cualquier otra parte determinar, y anunciar, que la mayor parte de la lluvia radioactiva había provenido de la fisión del U-238 por 14 MeV neutrones producidos por fisión.

### Pruebas subterráneas

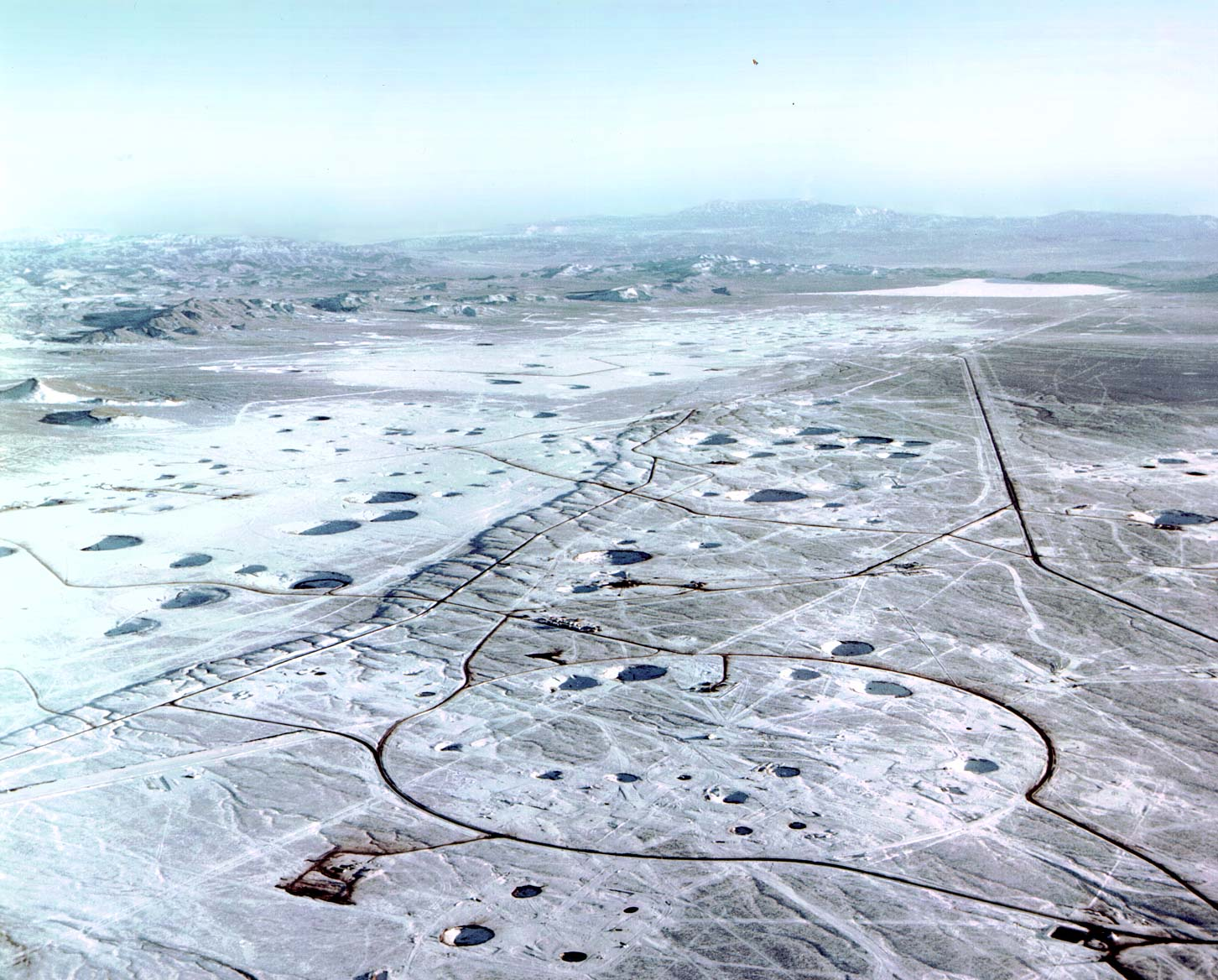
Cráteres de subsidencia en Yucca Flat, Sitio de Pruebas de Nevada.

La alarma mundial causada por la lluvia radioactiva, que comenzó con la prueba Castle Bravo, eventualmente obligó a realizar pruebas nucleares subterráneas. La última prueba atmosférica estadounidense se produjo en Atolón Johnston el 4 de noviembre de 1962. Durante las tres próximas décadas, hasta el 23 de septiembre de 1992, Estados Unidos condujo un promedio de 2,4 explosiones nucleares subterráneas por mes, todas excepto algunas pocas en el Nevada Test Site (NTS) (en español: Sitio de Pruebas de Nevada) al noroeste de Las Vegas.
La sección de Yucca Flat del NTS está cubierto con cráteres de subsidencia resultantes del colapso del terreno sobre las cavernas subterráneas radioactivas creadas por las explosiones nucleares (ver la foto).
Después del Threshold Test Ban Treaty (TTBT) de 1974, que limitó las explosiones subterráneas a 150 kilotones o menos, las cabeza de guerra como la W88 de medio megatón tuvieron que ser probadas a menos que su potencia total. Dado que la primaria debe ser detonada a potencia total para que se puedan generar los datos acerca de la implosión de la secundaria, la reducción en potencia tenía que hacerse en la secundaria. Reemplazando la mayor parte del combustible de fisión de litio-6 deuterizado con hidruro de litio-7 se limitaba el tritio disponible para fusión, y de esa forma la potencia total, sin cambiar las dinámicas de la implosión. El funcionamiento del dispositivo podía ser evaluado usando tuberías de luz, otros dispositivos de medición y el análisis de los escombros atrapados del arma. La potencia total del arma almacenada podía ser calculada por extrapolación.

## Instalaciones de producción
Cuando las armas de dos etapas se convirtieron en estándares a principios de la década de 1950, el diseño del arma determinó la distribución de las nuevas, y ampliamente dispersadas, instalaciones de producción estadounidenses, y viceversa.
Debido a que las primarias tienden a ser voluminosas, especialmente en diámetro, el plutonio con reflectores de berilio es el material de elección para los pozos. Tiene una masa crítica más pequeña que el uranio. La planta de Rocky Flats cerca de Boulder, Colorado, fue construida en 1952 para la producción de pozos y consecuentemente las instalaciones de fabricación de plutonio y berilio.
La planta Y-12 en Oak Ridge, Tennessee, donde los espectrómetros de masa llamados Calutrones producían uranio enriquecido para el Proyecto Manhattan, fue rediseñada para fabricar secundarias. El U-235 fisible es el mejor material para los tapones de ignición debido a que su masa crítica es más grande, especialmente en la forma cilíndrica de las primeras secundarias termonucleares. Los primeros experimentos usaban los dos materiales fisibles en combinación, como los pozos y tapones de ignición compuestos de Pu-Oy, pero para la producción en masa, era más fácil dejar que las fábricas se especializaran: pozos de plutonio en las primarias, tapones de ignición y empujadores de uranio en las secundarias.
La Y-12 fabricaba combustible de fusión litio-6 deuterizado y partes de U-238, las otras dos fabricaba ingredientes de secundarias.
La planta del Río Savannah en Aiken, Carolina del Sur, también construida en 1952, operaba reactores nucleares que convertían U-238 en Pu-239 para los pozos, y convertía litio-6 (producido en Y-12) en tritio para el gas de amplificación. Dado que sus reactores eran moderados con agua pesada, óxido de deuterio, también fabricaba deuterio para gas de amplificación y para la Y-12, que lo usaba en fabricar litio-6 deuterizado.

## Diseño de seguridad de las cabezas de guerra
Debido a que incluso las cabezas de guerra de baja potencia tienen sorprendente poder destructivo, los diseñadores de armas siempre han reconocido la necesidad de incorporar mecanismos y procedimientos asociados ideados para prevenir la detonación accidental.
Armas tipo cañón

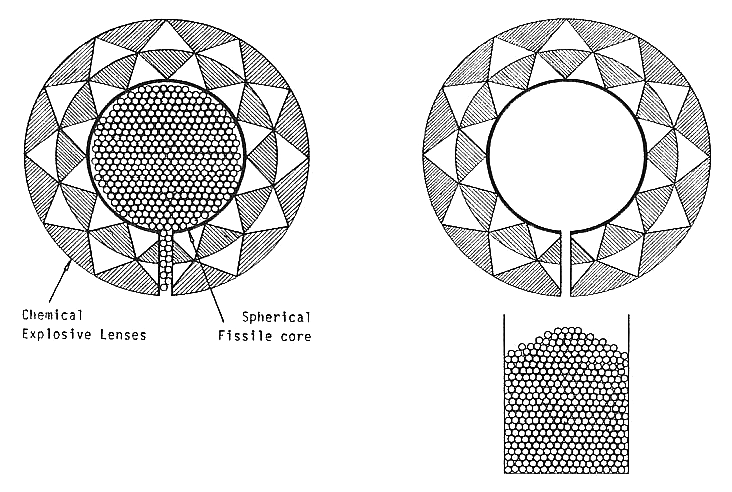
Un diagrama del dispositivo bola de acero de la cabeza de guerra Green Grass, se muestra a la izquierda, lleno (seguro) y a la derecha, vacío (armado). Las bolas de acero eran vaciadas en una tolva bajo el avión antes de despegar, y podían ser reinsertadas usando un túnel haciendo rotar a la bomba en su carro y elevando la tolva.

Es inherentemente peligroso tener un arma conteniendo una cantidad y forma de material fisible que puede llegar a formar una masa crítica a través de un accidente relativamente simple. Debido a este peligro, el propelente en la Little Boy (cuatro sacos de cordita) fue insertado en la bomba en pleno vuelo, poco después de despegar el 6 de agosto de 1945. Esa fue la primera vez que un arma nuclear tipo cañón fue totalmente ensamblada.
Si el arma cae al agua, el efecto moderador del agua también puede causar un accidente de criticidad, incluso aunque el arma no se haya dañado físicamente. Similarmente, un incendio causado por un avión que se estrelle podría fácilmente ignigtar el propelente, con resultados catastróficos. Las armas tipo cañón han sido siempre inherentemente inseguras.
Inserción del pozo en vuelo
Ninguno de estos efectos es probable con las armas de implosión dado que normalmente hay insuficiente material fisible para formar una masa crítica sin la correcta detonación de los lentes. Sin embargo, las primeras armas de implosión tenían pozos tan cercanos a la criticidad que la detonación accidental con algunas potencias nucleares era una preocupación.
El 9 de agosto de 1945, la Fat Man fue cargada en su avión totalmente ensamblada, pero posteriormente, cuando los pozos levitados hicieron un espacio entre el pozo y la traba, fue factible usar el método de inserción del pozo en pleno vuelo. El bombardero despegaría sin material fisible al interior de la bomba. Algunas armas del tipo implosión más antiguas, tales como la Mark 4 y la Mark 5 estadounidenses, usaban este sistema de seguridad.
La inserción del pozo durante el vuelo no trabaja con un pozo hueco en contacto con su traba.
Método de la bola de acero de seguridad
Como se muestra en el diagrama superior, un método usado para disminuir la posibilidad de una detonación accidental empleaba bolas metálicas. Las bolas eran vertidas en el pozo, esto prevenía la detonación al incrementar la densidad del pozo hueco, y de ese modo prevenían la implosión simétrica en caso de accidente. Este diseño fue usado en el arma Green Grass, también conocida como el Arma de Megatón Interina (en inglés: Interim Megaton Weapon), que fue usada en las bombas Violet Club y Yellow Sun Mk. 1.
Método de la cadena de seguridad
Alternativamente, el pozo puede ser "asegurado" llenando su normalmente vacío núcleo con un material inerte tal como una fina cadena de metal, posiblemente fabricada de cadmio para absorber los neutrones. Mientras que la cadena esté en el centro del pozo, el pozo no puede ser comprimido en una forma apropiada para la fisión; cuando el arma está armada, la cadena es retirada. Similarmente, aunque un incendio serio podría detonar los explosivos, destruyendo el pozo y dispersando el plutonio para contaminar los alrededores como ha sucedido en varios accidentes de armas, no causaría una explosión nuclear.
Método del cable de seguridad
La cabeza de guerra W47 estadounidense usada en el Polaris A1 y el Polaris A2 tenía un dispositivo de seguridad consistente de un cable forrado en boro insertado en el pozo hueco durante la fabricación. La cabeza de guerra era armada al retirar enrollando el cable en un carrete impulsado por un motor eléctrico. Una vez retirado el cable no podía ser reinsertado.
Seguridad de un punto
Mientras el disparo de solo un detonador no causará que un pozo hueco se vuelva crítico, especialmente un pozo hueco de baja masa que requiere de estimulación, la introducción de sistemas de implosión de dos puntos hizo de esa posibilidad una real preocupación.
En un sistema de dos puntos, si un detonador se dispara, un hemisferio completo del pozo implosionará de acuerdo a lo diseñado. La carga de alto explosivo que rodea al otro hemisferio explosará progresivamente, desde el ecuador hacia el polo opuesto. Idealmente, esto apretará al ecuador y exprimirá al segundo hemisferio alejándolo del primero, como la pasta de dientes al apretar el tubo. Hacia el momento en que la explosión lo envuelva, su implosión los separará tanto en tiempo como espacio de la implosión del primer hemisferio. La forma resultante, parecida a la de una pesa, con cada extremo alcanzando densidad máxima en un momento diferente, no puede convertirse en crítico.
Desafortunadamente, no es posible decir en teoría como resultará esto. Ni es posible usar un pozo falso de U-238 y cámaras de rayos-X de alta velocidad, aunque tales pruebas son útiles. Para poder determinar finalmente esto, se necesita una prueba con material fisible real. En consecuencia, comenzando en 1957, un año después de Swan, ambos laboratorios comenzaron pruebas de un punto.
De 25 pruebas de seguridad de un punto conducidas en 1957 y 1958, siete tuvieron cero o una ligera potencia nuclear (es decir fueron un éxito), tres tuvieron altas potencias de entre 300 a 5000 toneladas (falla severa) y el resto tuvieron potencias inaceptables entre esos dos extremos.
De particular interés fue la cabeza de guerra W47 de Livermore para el misil lanzado desde submarinos Polaris. La última prueba antes de la moratoria de 1958 fue una prueba de un punto de la primaria de la W47, que tenía una potencia nuclear inaceptablemente alta de 400 lb (181 kg) de equivalente a TNT (Hardtack II Titania). Con la moratoria de pruebas en vigor, no existía forma de refinar el diseño y hacerlo inherentemente seguro de un punto. Los Álamos tenía una primaria adecuada que era segura de un-punto, pero más que compartir con Los Álamos el crédito por diseñar la primera cabeza de guerra para SLBM, Livermore escogió usar un mecanismo mecánico de seguridad en su propia primaria inherentemente insegura. El resultado fue el esquema de seguridad que usaba el sistema de cable descrito anteriormente.
Resultó que la W47 puede haber sido más segura que lo anticipado. El sistema de seguridad de cable puede haber convertido a la mayor parte de las cabezas de guerra en defectuosas, incapaces de explotar si se hacían detonar.
Cuando las pruebas se reiniciaron en 1961, y continuadas por tres décadas, hubo suficiente tiempo para hacer que todos los diseños de cabezas de guerra fueran inherentemente seguras de un-punto, sin necesidad de un mecanismo mecánico de seguridad.
Enlace fuerte enlace débil
Un enlace fuerte/enlace débil y zona de exclusión es un mecanismo de detonación nuclear que es una forma de acople de seguridad automático.
Enlaces de acción permisiva
En adición a los pasos indicados anteriormente para reducir la probabilidad de una detonación nuclear resultante de una sola falla, mecanismos de cierre referidos por los estados de la OTAN como Enlaces de Acción Permisiva (en inglés: Permissive Action Links) son algunas veces asignados a los mecanismos de control para las cabezas de guerra nuclear. Los enlaces de acción permisiva actúan únicamente para prevenir el uso no autorizado de un arma nuclear.